# Гембажевский, Бронислав
Бронислав Гембажевский (пол. Bronisław Gembarzewski; 30 мая 1872, Санкт-Петербург — 11 декабря 1941, Варшава) — польский военный историк, музейный специалист, многолетний директор Национального музея и первый директор музея Войска Польского в Варшаве. Полковник сапёрных войск.

## Биография
Из дворян. Учился в гимназиях Варшавы и Царского Села. Позже обучался живописи в Императорской Академии художеств (1892—1894), продолжил учёбу в парижской Консерватории искусств и ремёсел (1895—1896). Брал уроки живописи у В. Герсона. Пейзажист.
Перед началом первой мировой войны занимался упорядочением коллекций Национального польского музея в Рапперсвиле (Швейцария).
В 1914 был призван в русскую императорскую армию, служил в чине капитана сапёрных войск. В 1915—1916 — работал в комиссии по охране памятников архитектуры в Варшаве.
С 1916 до 1936 — директор столичного Национального музея. С 1920 одновременно руководил музеем Войска Польского в Варшаве.
В 1913 стал председателем, а затем и почётным членом Общества опеки над историческими памятниками Варшавы, принимал участие в работе императорского военно-исторического общества в Санкт-Петербурге.
С 1916 — действительный член Варшавского научного общества. С 1921 — полковник Войска Польского. С 1927 — в отставке.
После оккупации Варшавы фашистами, был арестован и заключен в тюрьму Павяк. После освобождения принимал участие в акциях по спасению исторических экспонатов столичного музея Войска Польского.
Умер в 1941 году.

## Музейная деятельность
Б. Гембажевский — один из создателей музея Войска Польского, организатор иконографического архива, провел инвентаризацию собраний музея с XVIII и первой половины XIX вв. до 1926 года. Организовал ряд выставок исторических ценностей, собранных там.
Исследователь и библиограф военной истории Польши. Был консультантом писателя С. Жеромского при написании им романа «Пепел».

## Избранная библиография
Автор целого ряда публикаций по вопросам истории, вооружения, амуниции и обмундирования польской армии.
- Zabytki wojskowe polskie. (1894—1896)
- Źródła do historii pułku lekkokonnego gwardii. (1897)
- Wojsko polskie. Królestwo Polskie 1815—1830 (1903)
- Wojsko polskie. Księstwo Warszawskie 1807—1814 (1905)
- Dzieje wojen i wojskowości w Polsce (1923)
- Kopja a lanca (1921)
- Rodowody pułków polskich i oddziałów równorzędnych od r. 1717 do r. 1831 (1926)
- Muzeum Wojska. Warszawa. (1929)
- Pułki kaliskie w roku 1831. (1930)
- Husarze. Ubiór, oporządzenie i uzbrojenie 1500—1775. (1939)
- Żołnierz polski. Ubiór, uzbrojenie i oporządzenie wojska polskiego od XI wieku do 1831 roku. (1960—1966, 4 тома)

## Награды
- Командорский крест Ордена Возрождения Польши (1922)
- Кавалер ордена Почётного легиона(1922)